# مدل کسب‌وکار الکترونیکی

## مقدمه
کسب و کار الکترونیکی در یک تعریف ساده واژه‌ای به معنی انجام کسب و کار با استفاده از ارتباطات راه دور و ابزارهای مرتبط است. و تجارت الکترونیک از این دست دارای مفهومی کوچک تر و محدود تر نسبت به کسب و کار الکترونیکی است.
در یک نگاه کلی می‌توان گفت کسب و کار الکترونیک عبارتست از کاربردی کردن کلیه سیستمهای اطلاعاتی برای تقویت و کنترل فرآیندهای کسب و کار. امروزه این فرآیندها با استفاده از تکنولوژی‌های مبتنی بر وب توسعه می‌یابند.

## تعاریف مدل کسب و کار الکترونیک
ماگرا : توصیفی است که نحوهٔ فعالیت شرکت را بیان می‌کند.
پتروویک - آیر و فولاک : توصیفی از منطق یک سیستم تجاری برای ایجاد ارزش است.
اپلگت : توصیفی از یک مجموعه کسب و کار که ساختار، روابط بین عوامل ساختاری و همچنین نحوهٔ پاسخ دهی آن کسب و کار به دنیای واقعی را بیان می‌کند.
تیمرز : طراحی کالا، خدمات و جریانهای اطلاعاتی شامل توصیفی از بازیگران مختلف کسب و کار و نقشهای آنها، توصیفی از مزایای بالقوه برای بازیگران مختلف کسب و کار و همچنین توصیفی از منابع درآمدی است.
اوستروالدر و پیگنیور: توصیفی است از ارزشی که یک شرکت به یک یا چند بخش از مشتریان ارائه می‌دهد. طرحی است از شرکت و شبکه همکاران آن برای ایجاد، بازار یابی و تحویل ارزش و سرمایه‌های ارتباطی به منظور ایجاد جریاناتی که منجر به کسب درآمدهای مثبت (سود) و با ثبات می‌شوند.
ویل و ویتال : توصیفی از نقشها و ارتباطات ما بین مصرف کنندگان، مشتریان، هم پیمانان و عرضه کنندگان یک شرکت است که جریانات اصلی تولیدی، اطلاعاتی و مالی و همچنین منافع اصلی شرکا را مشخص می‌کند.
هاوکینز : توصیفی است از ارتباطات تجاری ما بین یک شرکت تجاری و کالاها و خدماتی که آن شرکت در بازار فراهم می‌کند. به‌طور خاص مدل کسب و کار روشی برای ساختار دهی جریانات هزینه‌ای و در آمدی است.
تپسکات : یک مدل کسب و کار شامل ابداع پیشنهادهایی برای خلق ارزشی جدید است که با دگرگون کردن قوانین رقابت و بسیج افراد و منابع بع دنبال سطوح جدیدی از عملکرد.

## ظرفیتهای کسب و کار الکترونیک
کاربری‌های کسب و کار الکترونیک می‌تواند به سه شاخه مختلف تقسیم بندی شود.
- سیستم‌های کسب و کار داخلی
• مدیریت ارتباطات مشتریان
• برنامه‌ریزی منابع سازمانی
• درگاه اطلاعات کارمندان
• مدیریت دانش
• مدیریت کارهای تیمی
• سیستم مدیریت اسناد
• مدیریت منابع انسانی
• کنترل فرآیند
• مدیریت تراکنش‌های داخلی
- ارتباطات و همکاری سازمانی
• نامه‌های الکترونیکی
• صدا نامه ها
• انجمن‌های بحث
• کنفرانس ها
• سیستمهای همکاری کننده
- تجارت الکترونیک- بنگاه با بنگاه و بنگاه با مشتری
• سرمایه گذاری الکترونیکی
• مدیریت زنجیره تأمین
• بازاریابی الکترونیکی
• پردازش رخط تراکنش ها
این کاربری‌ها می‌تواند مورد استفاده افراد مختلفی قرار گیرد:
• همه کاربران اینترنت 
• فقط کارمندان در اینترانت 
• گروه خاصی از کاربران هدف در یک اکسترانت مثل مشتریان و شرکا

## بازاریابی اینترنتی
بازاریابی اینترنتی در اصل هنر استفاده از روشهای مختلف تبلیغاتی در وب و تکنیک‌های ترویج و اطلاع رسانی در اینترنت برای مدیریت جریان فروش کالا و خدمات از طریق اینترنت می‌باشد.
سه ابزار اصلی برای مدیریت بر بازارهای اینترنتی عبارتند از
1- رتبه بندی موتورهای جستجو
2- تبلیغات و آگهی‌های اینترنتی
3- گسترش ارتباطات
مدیریت توسعه فروش به وسیلهٔ بازاریابی الکترونیکی عبارتست از گسترش دایره فعالیت شرکت با تبدیل کردن نام کالا یا خدمات به عنوان شاخص‌های تجاری بازار بواسطه حضوردر تمام نقاط ممکن برای تماس با مشتریان هدف. 
این کار با شناسایی و تمرکز بر روی این نقاط به عنوان کانال‌های اصلی بازاریابی صورت می‌گیرد و این امکان را به وجود می‌آورد که وب‌گاه شما مستقیماً به جامعه هدف متصل شود.
به‌طور خلاصه بازاریابی اینترنتی در مورد ایجاد کانالهای برخط بازاریابی برای مشتریان شما است و این امکان را دارد که سریعاً مورد تجزیه و تحلیل قرار گیرد و از آن گزارش گیری شود.

## تعریف بازاریابی الکترونیکی
بازاریابی الکترونیکی را می‌توان به صورت زیر تعریف کرد:
دستیابی به اهداف بازاریابی بواسطه استفاده از فناوری‌های ارتباطات الکترونیکی، این فناوری‌ها شامل اینترنت، پست الکترونیک، کتابهای الکترونیکی، پایگاه داده ها، و تلفن همراه می‌باشد.
بازاریابی مدیریت جریانی است که وظیفه شناسانیدن کالا یا خدمات، پیش‌بینی بازار و ایجاد رضایت مندی در مشتریان نسبت به دریافت نتیجه اثر بخش در قبال نیازهایش را به عهده دارد.در این تعریف تأکید اصلی بر تمرکز بازاریابی بر روی مشتری است.
فناوری اینترنت می‌تواند برای پشتیبانی ازاهداف زیر به کار گرفته شود:
•	شناسایی: اینترنت می‌تواند برای تحقیقات بازاریابی در جهت شناخت نیازها و خواستهای مشتریان مورد استفاده قرار بگیرد. 
•	|پیش‌بینی کردن: اینترنت دریچه‌ای را فراهم می‌کند که به وسیلهٔ آن مشتری می‌تواند به اطلاعات دسترسی پیدا کند و خرید کند. آگهی یافتن ازتقاضاهای مشتری کلیدی برای کنترل منابع در بازاریابی الکترونیکی است. 
•	جلب رضایت مشتری: یکی از کلیدهای اساسی موفقیت در بازاریابی الکترونیکی است که باعث جلب رضایت خاطر مشتری به وسیلهٔ کانالهای الکترونیکی می‌شود.

### ابزارهای بازاریابی
ابزارهای بازاریابی از طریق ایمیل برای هدایت بازدیدکنندگان به یک وب‌گاه که برای آشنایی ویا حفظ آن‌ها به صورت مشتری مورد استفاده قرار می‌گیرند شامل موارد زیر هستند:
•	نامه الکترونیکی 
•	بنرهای تبلیغاتی در وب 
•	موتورهای جستجو

## انواع بازاریابی

### بازاریابی خاص
بازاریابی خاص که بازاریابی شخصی و گاهی اوقات بازاریابی نفر به نفر خوانده می‌شود تفاوت زیادی با متفاوت سازی محصول دارد. چرا که متفاوت سازی محصول تلاش می‌کند محصولات خود را متفاوت از آنچه رقبا تولید می‌کنند ساخته و به بازار عرضه کند اما بازاریابی خاص سعی می‌کند تا کالای واحدی را به هر یک از مشتریان ارائه کند.
بازاریابی خاص برای رسانه‌هایی همچون اینترنت بسیار کاربردی است. یک وب‌گاه می‌تواند علاقه مندی‌های شما را ردیابی کند و برای آینده پیشنهادها خاصی را به شما ارائه دهد. سایتهای زیادی هستند که به مشتریان خود این امکان را می‌دهند که بر اساس اطلاعات سازمان دهی شده و اولویتهای لحاظ شده برای هر شخص کالای مورد نظر خود را انتخاب کنند. 
به‌طور مثال وقتی شما از آمازون کتابی خریداری کنید این وب‌گاه در زمان‌های معین لیستی از موضوعات مشابه و مورد علاقه شما را در اختیارتان قرار می‌دهد.

### بازاریابی با مجوز(Permission marketing )
اصطلاحی است که در بازاریابی الکترونیکی مورد استفاده قرار می‌گیرد. بازاریابان پیش از اینکه آگهی‌های خود را به مشتریان آتی خود ارسال کنند از آن‌ها اجازه لازم را خواهند گرفت.
این شیوه توسط برخی از بازاریابان اینترنتی، بازاریابان ایمیلی و بازاریابان موبایلی مور استفاده قرار می‌گیرد. اینکار در ابتدا نیاز به این دارد که مردم در ابتدا آن را انتخاب کنند.

## مطالب مرتبط
- مدل‌های کسب و کار
- مدلهای کسب وکار در فضای online
- فناوری اطلاعات
- مهندسی فناوری اطلاعات
- مدیریت فناوری اطلاعات
- تاریخ فناوری